# مسلم تاون، لاهور
مسلم تاون (به انگلیسی: Muslim Town) یک منطقهٔ مسکونی در پاکستان است که در پنجاب واقع شده‌است.